# Cambridge (Kansas)
Cambridge és una població dels Estats Units a l'estat de Kansas. Segons el cens del 2000 tenia 103 habitants.

## Demografia
Segons el cens del 2000, Cambridge tenia 103 habitants, 46 habitatges, i 31 famílies. La densitat de població era de 233,9 habitants per km².
Dels 46 habitatges en un 17,4% hi vivien nens de menys de 18 anys, en un 52,2% hi vivien parelles casades, en un 15,2% dones solteres, i en un 32,6% no eren unitats familiars. En el 28,3% dels habitatges hi vivien persones soles el 19,6% de les quals corresponia a persones de 65 anys o més que vivien soles. El nombre mitjà de persones vivint en cada habitatge era de 2,24 i el nombre mitjà de persones que vivien en cada família era de 2,71.
Per edats la població es repartia de la següent manera: un 17,5% tenia menys de 18 anys, un 8,7% entre 18 i 24, un 24,3% entre 25 i 44, un 28,2% de 45 a 60 i un 21,4% 65 anys o més.
L'edat mediana era de 45 anys. Per cada 100 dones de 18 o més anys hi havia 77,1 homes.
La renda mediana per habitatge era de 38.125 $ i la renda mediana per família de 53.500 $. Els homes tenien una renda mediana de 25.625 $ mentre que les dones 24.167 $. La renda per capita de la població era de 19.413 $. Entorn del 20% de les famílies i el 21,9% de la població estaven per davall del llindar de pobresa.

## Poblacions més properes
El següent diagrama mostra les poblacions més properes.